# Sjeptytskyj
Sjeptytskyj (ukrainska: Шептицький), tidigare kallat Tjervonohrad (ukrainska: Червоноград lyssna (fil), ryska: Червоноград, polska: Czerwonogród) är en stad i Lviv oblast i västra Ukraina. Staden är belägen vid floden Västra Bug, cirka 63 kilometer norr om Lviv. Tjervonohrad beräknades ha 64 297 invånare i januari 2022.

## Historia
Sjeptytskyj anlades år 1692 av Feliks Kazimierz Potocki och kallades Krystynopil fram till år 1951. År 1736 uppförde Potocki ett palats och grundade ett basilianerkloster i staden, som fram till år 1946 var känd som ett religiöst centrum. Från 1951 blev Sjeptytskyj centrum för kolbrytning i området.

## Ekonomi
Förutom kolgruvor består industrin i Sjeptytskyj av betongindustri, metallproduktion, träindustri, mejeri och klädesindustri.

## Bildgalleri

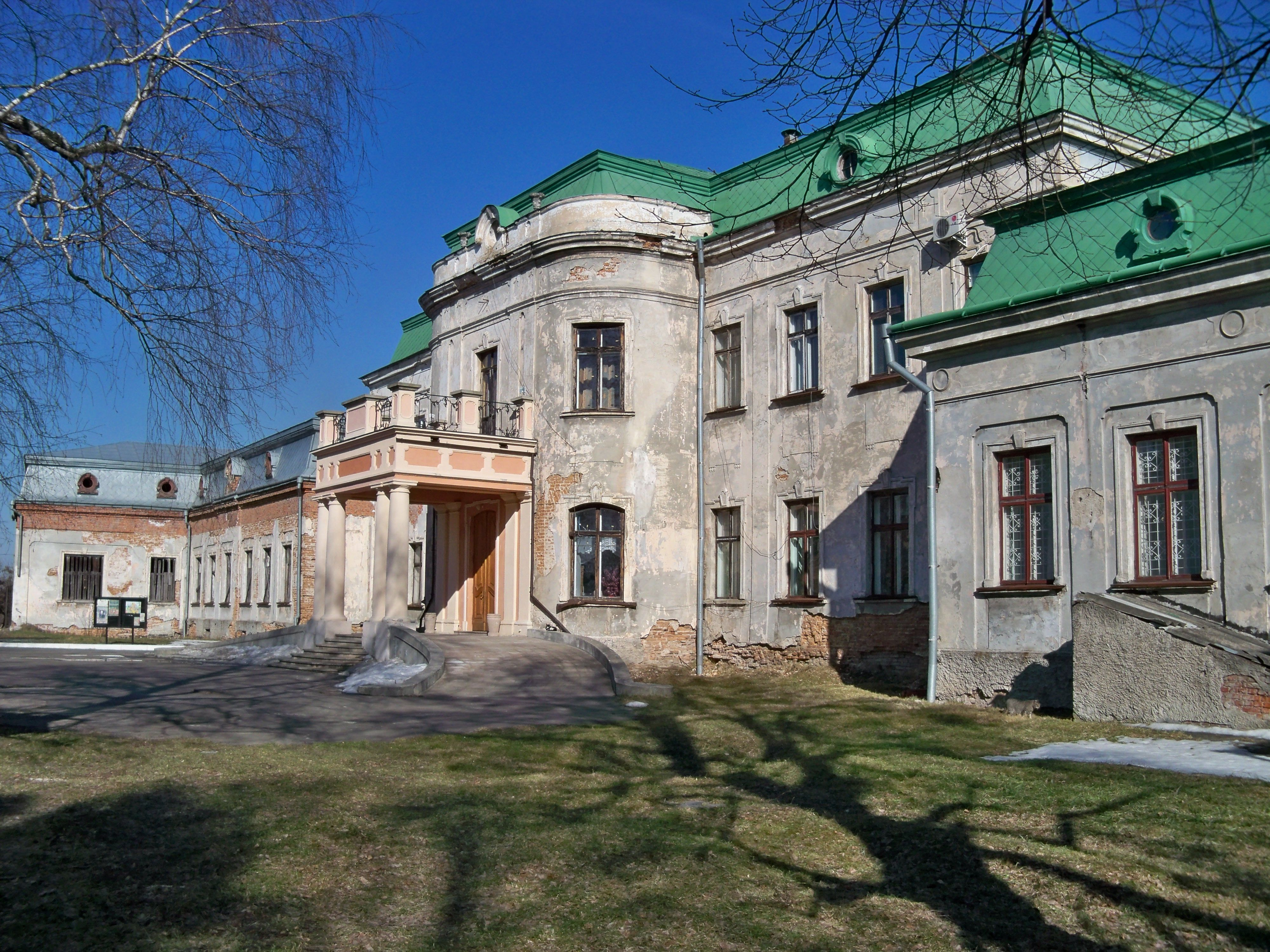
Potockis palats.
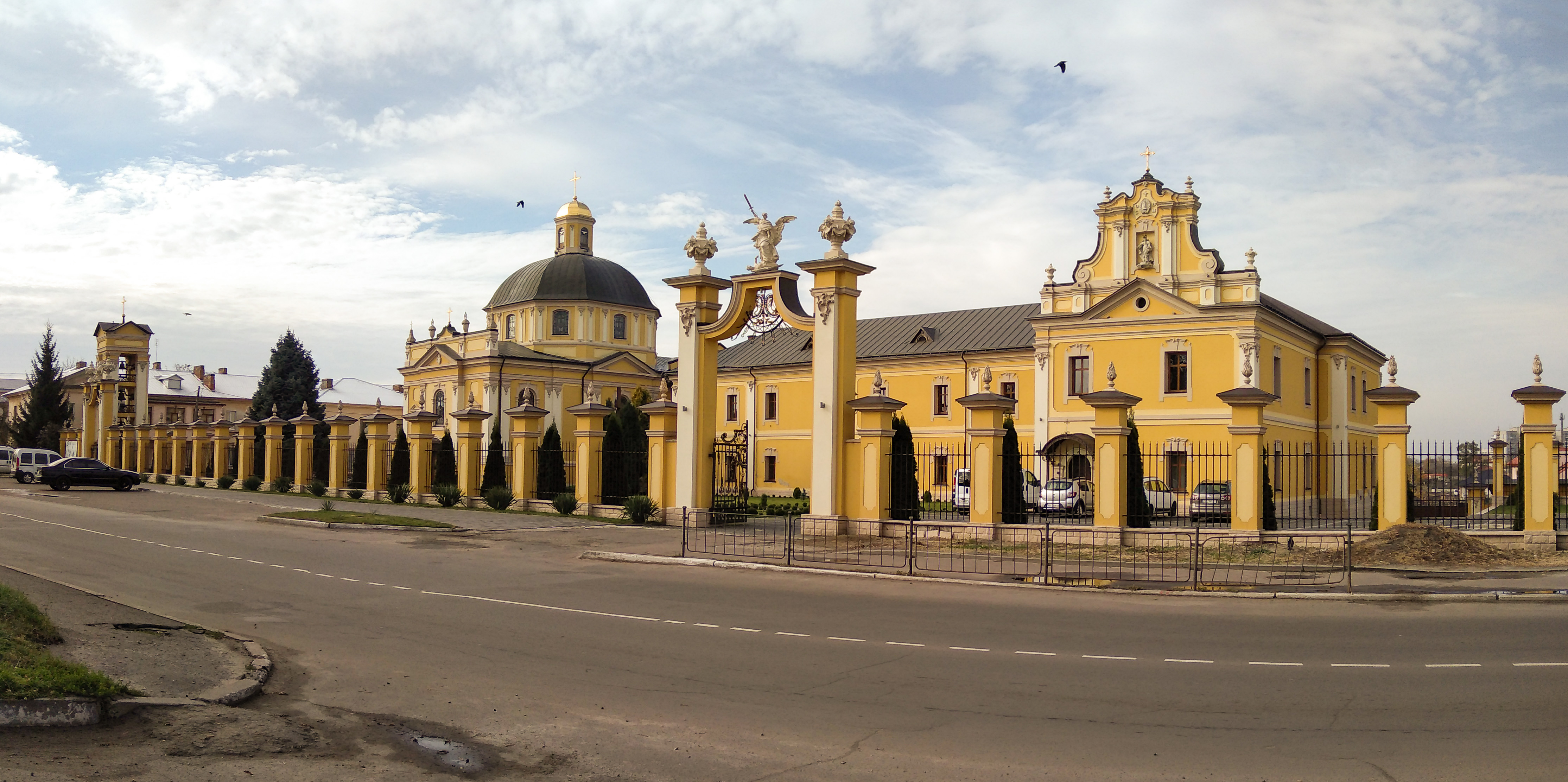
Klostret.